# ギッシュ (アルバム)
『ギッシュ』（Gish）はスマッシング・パンプキンズの1枚目のスタジオ・アルバム。
1991年にキャロライン・レコードよりリリースされた。

## 概要
バンド結成後、初めて製作されたスタジオ・アルバムである。ビルボード・チャートなどのランキングでは際立ったチャート・アクションは起きなかったものの、大学製作のラジオ番組内におけるチャート順位では1位を獲得するなど、インディーズ・シーンでは一定の評価を得られた。
アルバム名は、女優のリリアン・ギッシュから取られている。フロントマンのビリーはインタビューで「僕の祖母が、今まで生きてきた中で一番凄かったことが、彼女が田舎に住んでいた時、リリアン・ギッシュが電車で街を移動してたことだよと僕によく言っていてね、それは大したことだと思ったんだ。」と語っている。後にビリーは冗談交じりに「最初にアルバムの名前を決めた時は『フィッシュ』だったんだけど、ジャム・バンドのフィッシュと紛らわしくて『ギッシュ』に変えたんだ。」とも語っている。

## 収録曲
- 全作詞：作曲：編曲 / ビリー・コーガン（#1を除く）
  - (#1) 作詞：作曲 / ビリー・コーガン,ジェームス・イハ
  - 「デイドリーム」終了後に、隠しトラック「アイム・ゴーイング・クレイジー」（I'm Going Crazy）が収録されている。

1. アイ・アム・ワン I Am One - 4:07
2. シヴァ Siva - 4:20
3. ライノセラス Rhinoseros - 6:32
4. ベリー・ミー Burry me - 4:48
5. クラッシュ Crush - 3:35
6. サファー Suffer - 5:11
7. スネイル Snail - 5:11
8. トリステッサ Tristessa - 3:33
9. ウィンドゥ・ペイン Window Paine - 5:51
10. デイドリーム Daydream - 3:08

## 参加アーティスト
スマッシング・パンプキンズ
- ジミー・チェンバレン - ドラム
- ビリー・コーガン - リードボーカル, ギター, ベース, 監修
- ジェームス・イハ - ギター, ボーカル
- ダーシー・レッキー - ベース, ボーカル, リードボーカル（#10）, レイアウト

追加ミュージシャン
- メリー・ゲインズ - チェロ（#10）
- クリス・ワグナー - ヴァイオリン及びヴィオラ（#10）

スタッフ
- ボブ・ナップ - 写真
- マイケル・ラヴィーン - 写真
- ブッチ・ヴィグ - 監修, エンジニアリング
- ダグ・"ミスター・コールソン"・オルソン - エンジニアリング
- ハウィー・ウェインバーグ - マスタリング
- ボブ・ラドウィグ - マスタリング（リマスター盤）[5]